# Onam

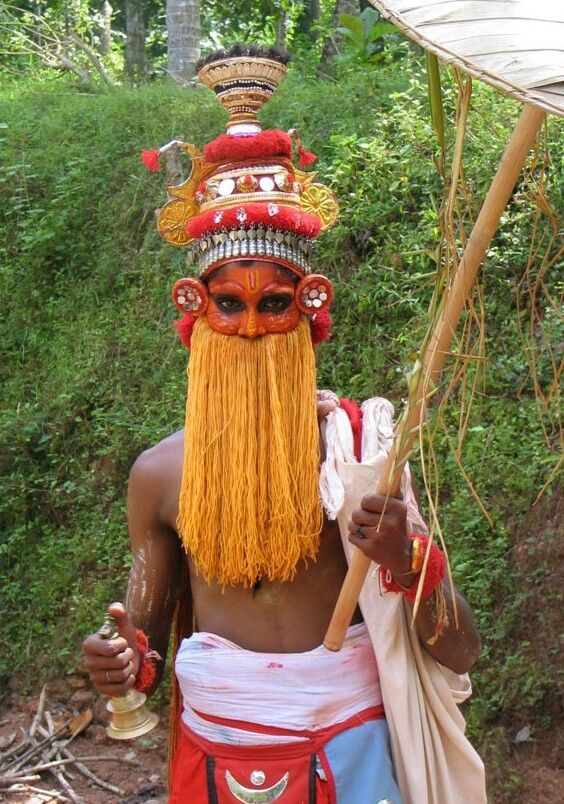
Święto Onam

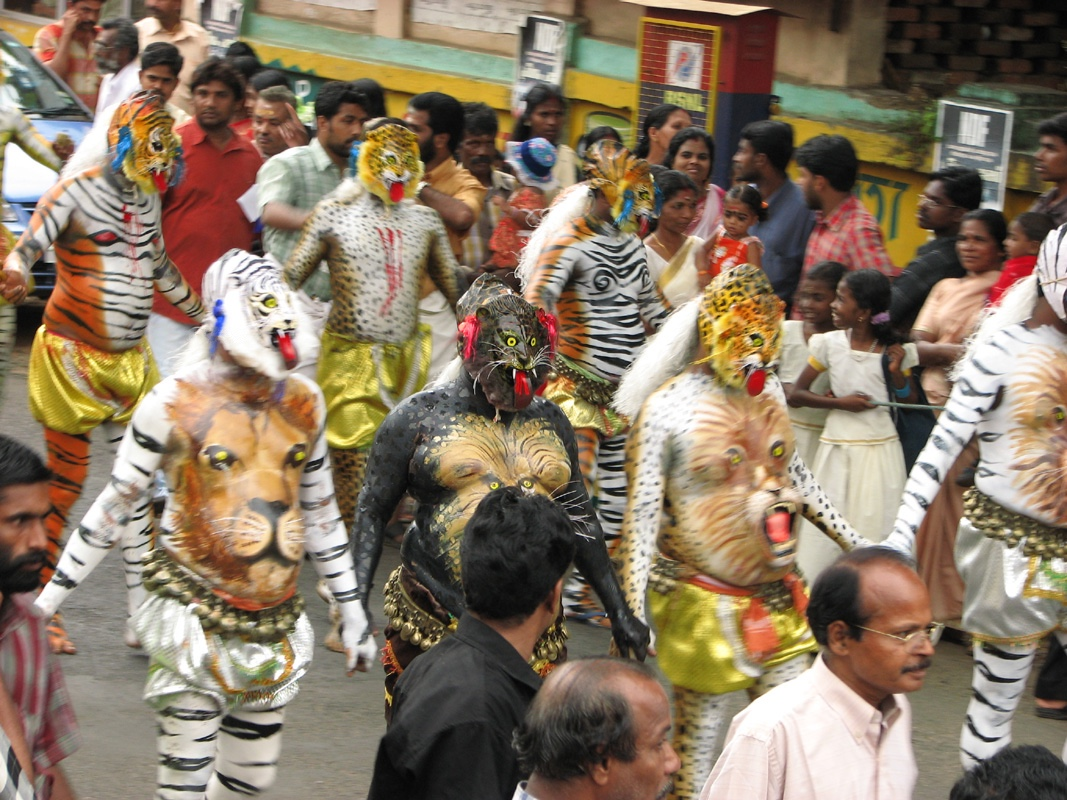
Onam: pulikali

Onam (malajalam ഓണം) – święto o charakterze dożynkowym, obchodzone w indyjskim stanie Kerala. 

## Opis
Święto związane jest z miejscową legendą o królu-demonie (asura) Mahabali. Święto wypada zazwyczaj w sierpniu, podczas miesiąca ćingam według kalendarza keralskiego. W wielu miejscowościach uliczne grupy teatralne odgrywają legendy związane z królem Mahabali. Dla onam typowe są również kwiatowe aranżacje zwane pookkalam, tańce w maskach kumattikali, „tygrysie” procesje uliczne pulikali oraz wyścigi długich łodzi vallamkali.

## Galeria

Kwietne dywany pookkalam
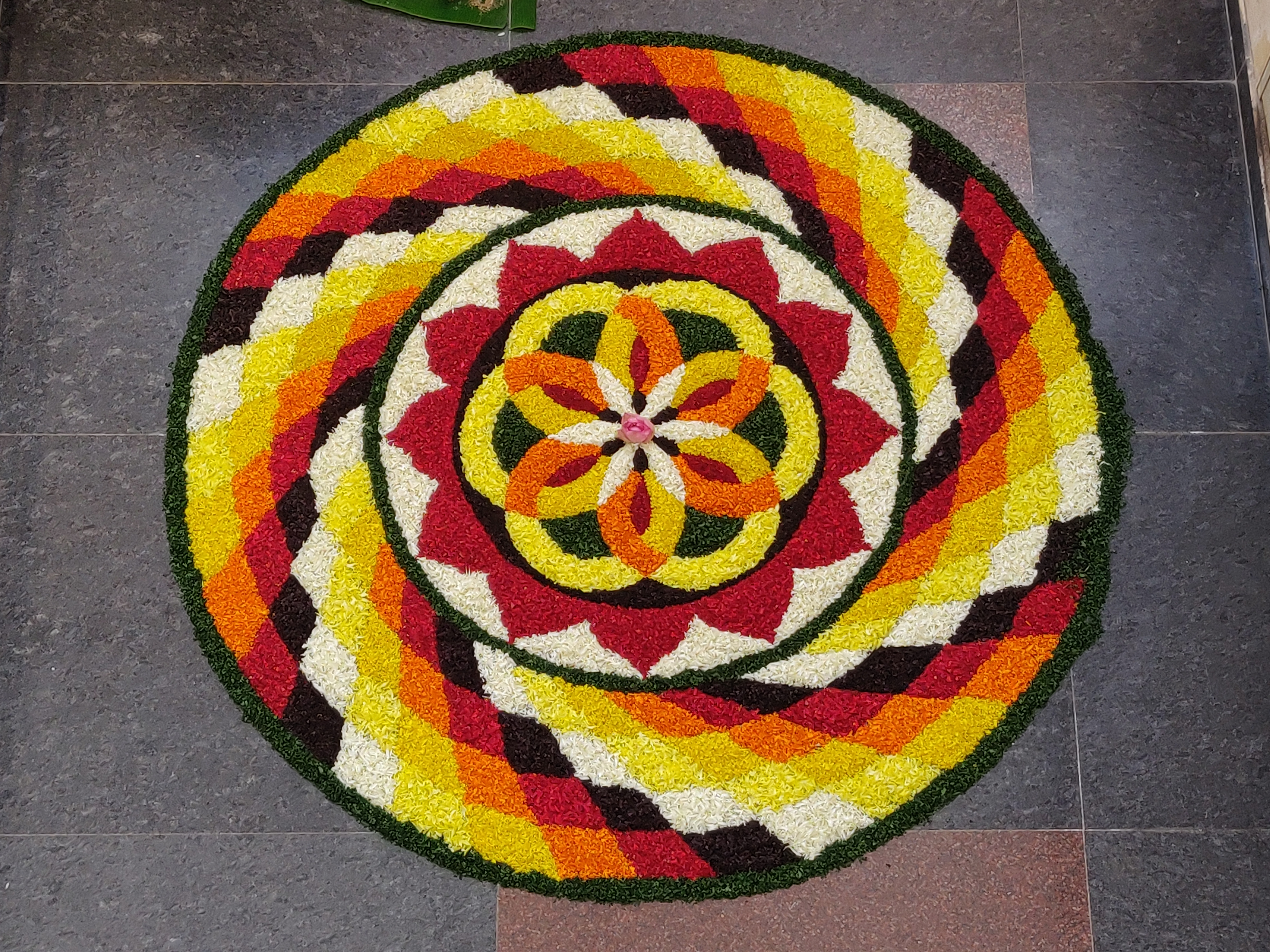
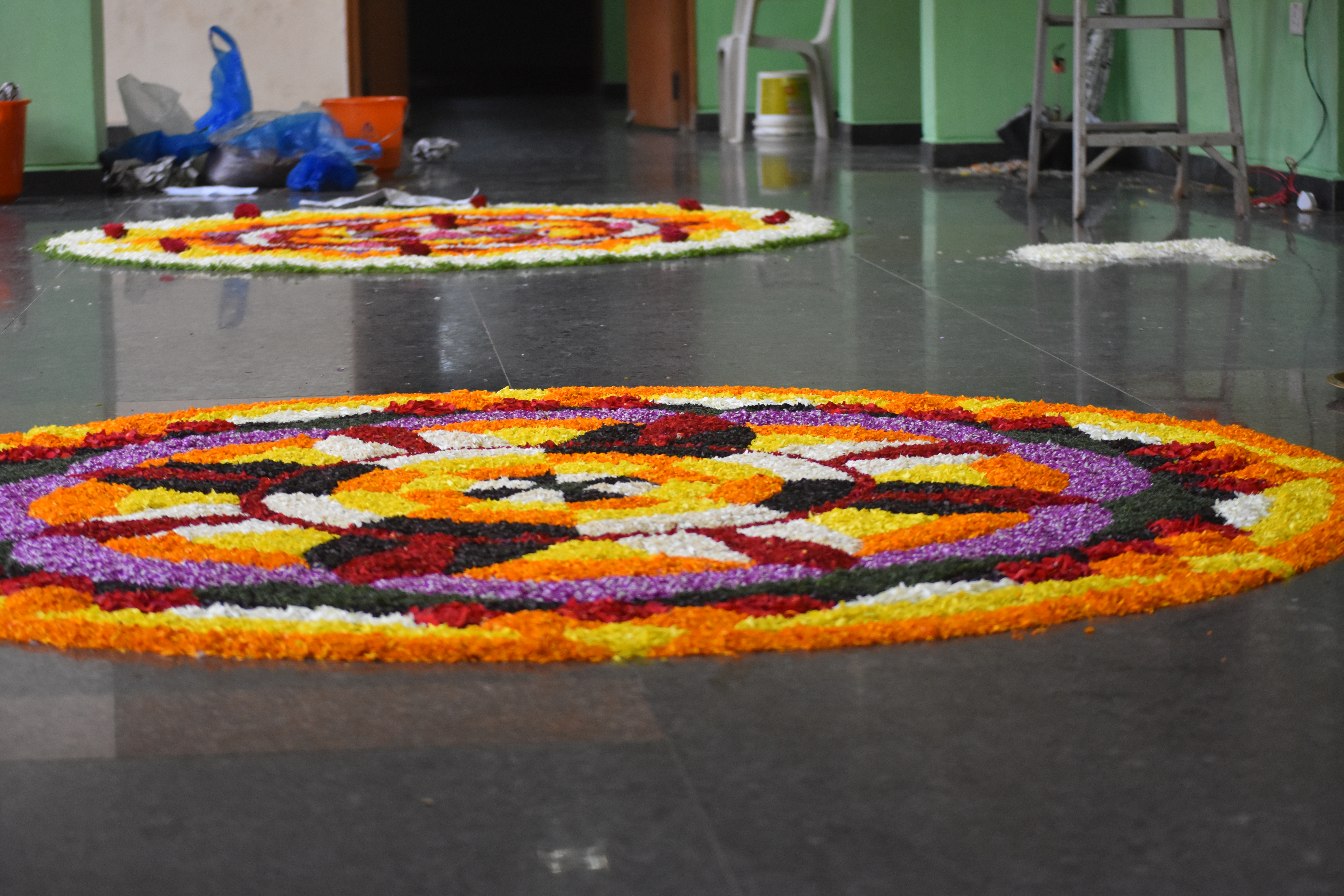
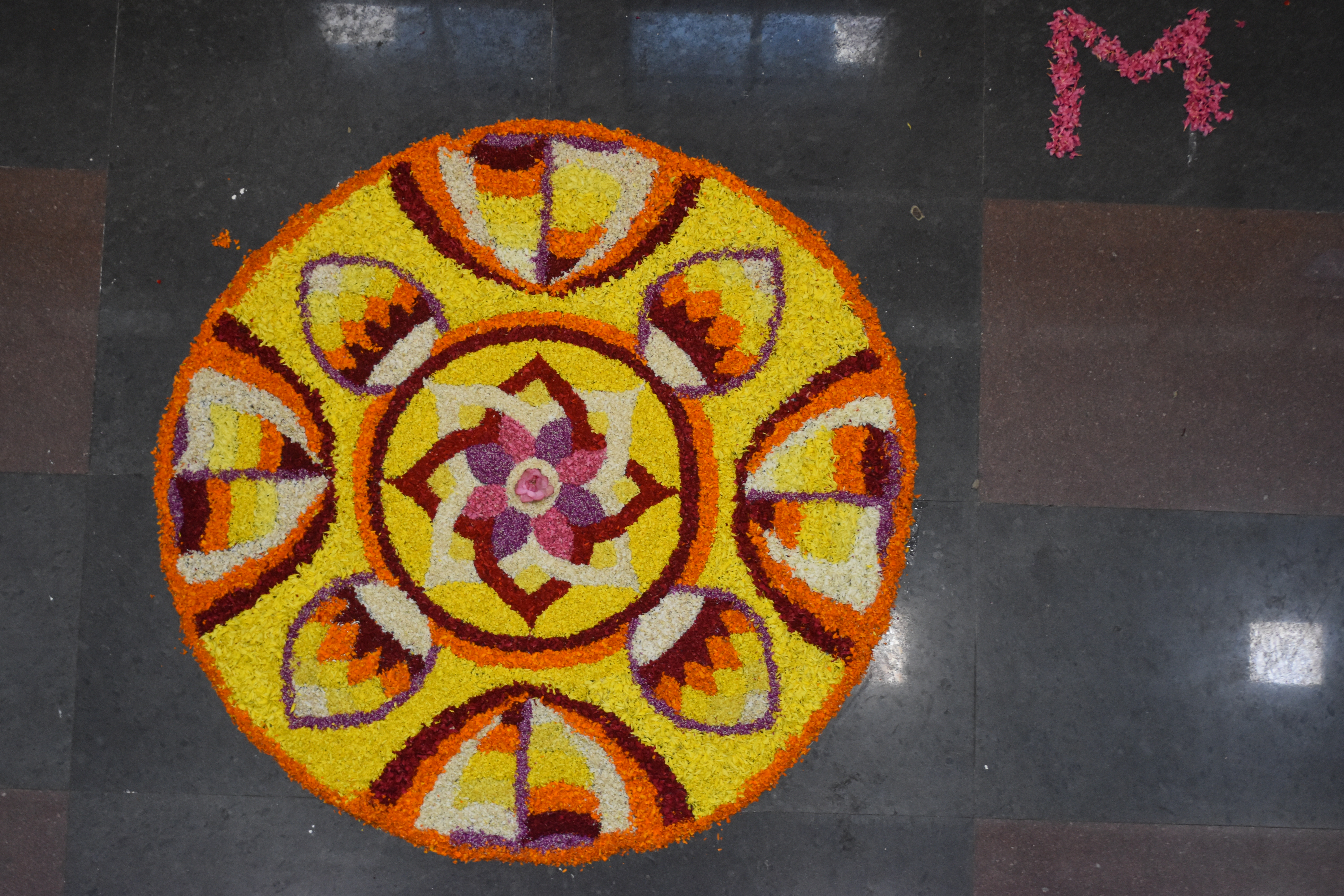
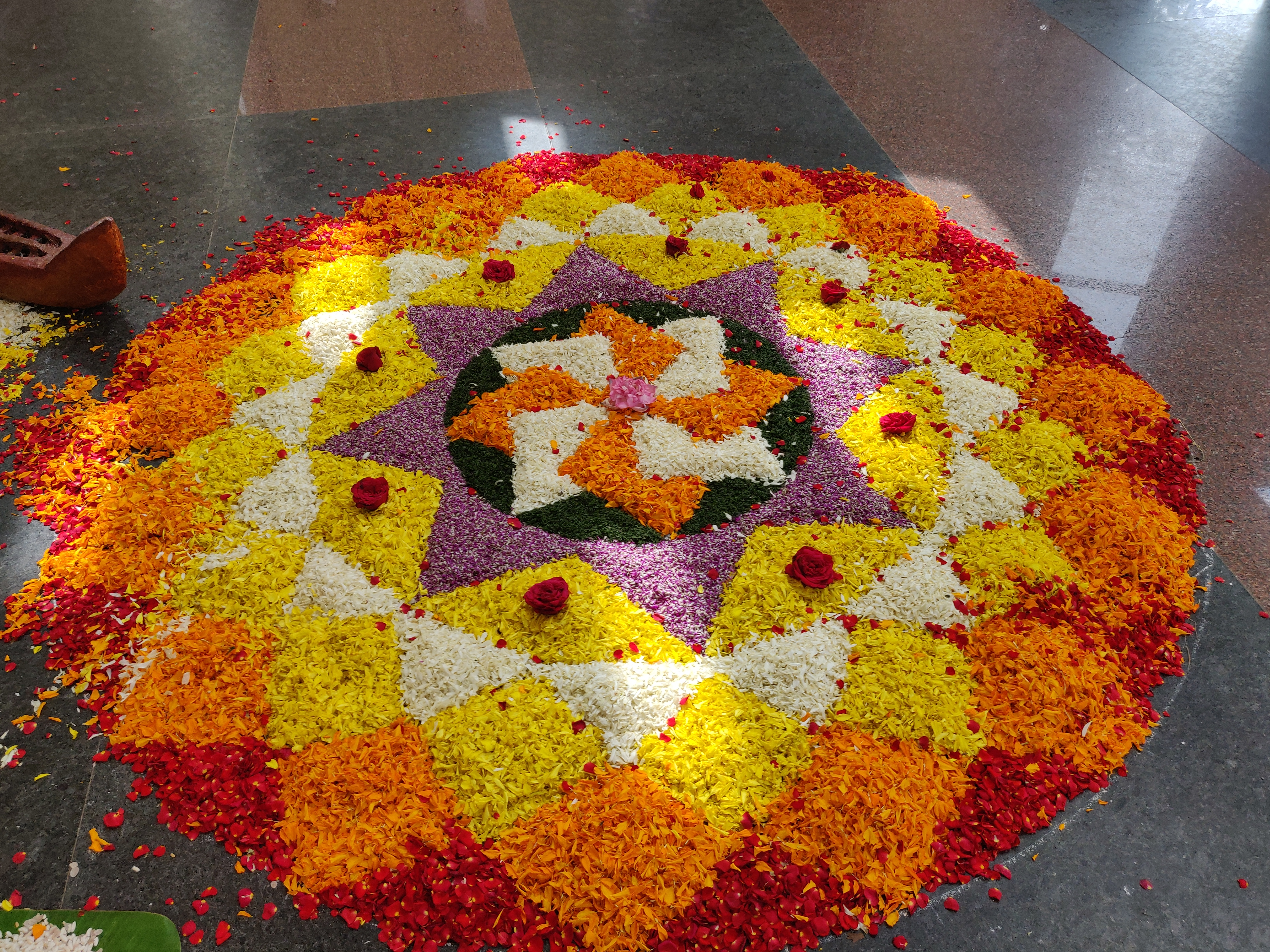